# 누쿠노누

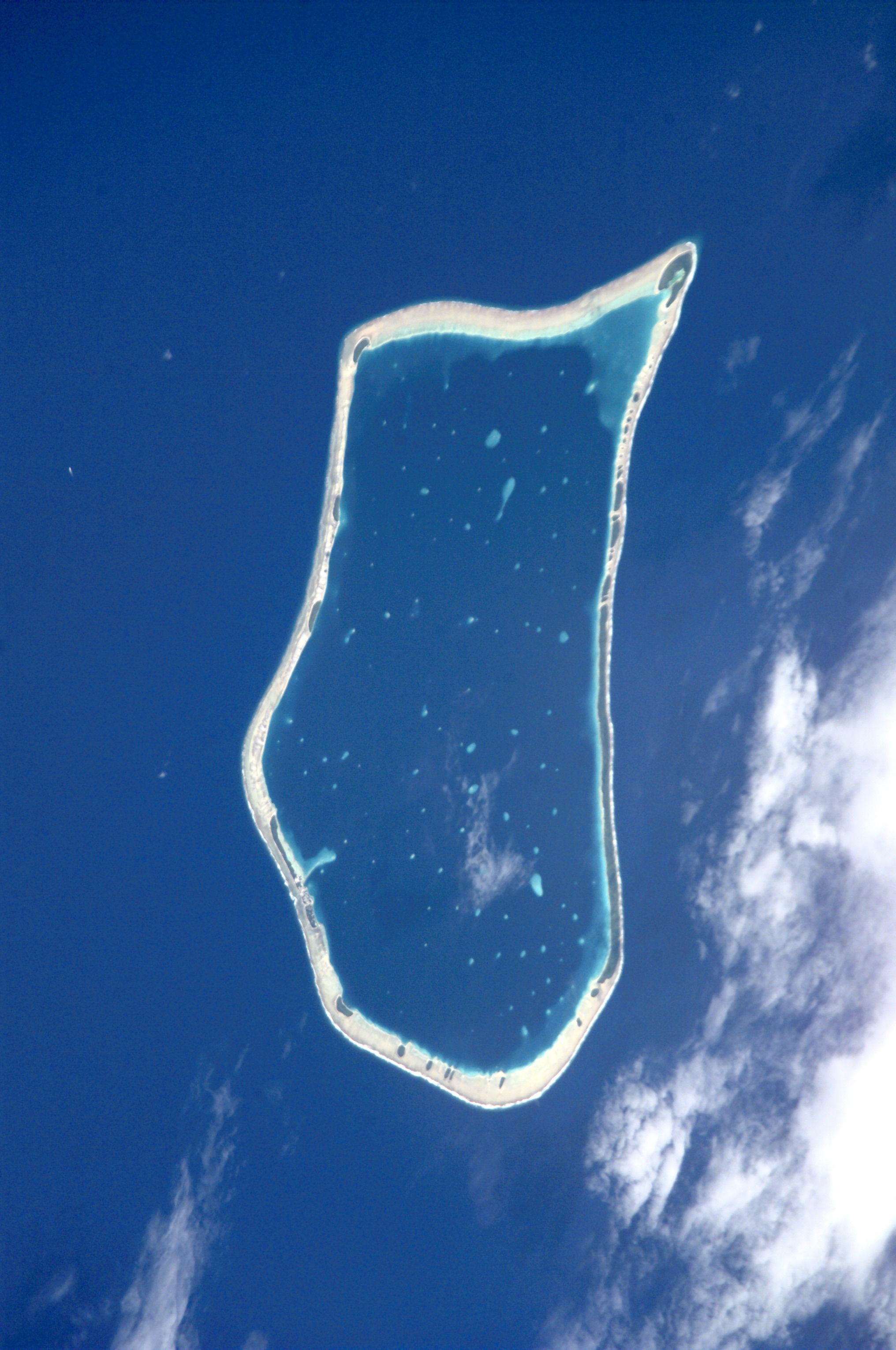

누쿠노누(Nukunonu)는 섬 면적과 초호(lagoon) 면적 모두에서 뉴질랜드의 토켈라우에서 가장 큰 산호섬이다. 마을은 암초로 된 바닷길을 기준으로 두 부분으로 나누어져 있다. 코코넛나무를 공격하는 해충인 남방장수풍뎅이가 이곳에 서식하고 있다.